# Бетесда (Мериленд)
Бетесда (енгл. Bethesda) је пописно место у америчкој савезној држави Мериленд.

## Демографија
По попису из 2010. године број становника је 60.858, што је 5.581 (10,1%) становника више него 2000. године.
| Група             | 2000.          | 2010.          |
| Белци             | 45.210 (81,8%) | 47.327 (77,8%) |
| Афроамериканци    | 1.476 (2,7%)   | 2.014 (3,3%)   |
| Азијати           | 4.376 (7,9%)   | 5.681 (9,3%)   |
| Хиспаноамериканци | 3.000 (5,4%)   | 4.144 (6,8%)   |
| Укупно            | 55.277         | 60.858         |